# Assassinat de Kemal Kurkut
Kemal Kurkut era un estudiant universitari kurd de 23 anys, que estudiava a la Facultat de Belles Arts de la Universitat İnönü, fou assassinat durant les celebracions de Nowruz a Diyarbakır (en kurd, Amed) per la policia el 21 de març de 2017. Kurkut va sobreviure a l'atemptat d'Ankara el 10 d'octubre de 2015.

## Context
Pels voltants del 21 de març de cada any, en les regions kurdes de Turquia se celebra el Nowruz, l'any nou del calendari persa, i també en la ciutat més gran de Turquia, Istanbul, degut els immigrants kurds que hi viuen. Per tant, les principals ciutats on s'hi celebren són la ciutat d'Amed, la capital no oficial del Kurdistan turc, i Istanbul.
L'any 2017, en l'Amed, es van reunir més de 100.000 persones enmig d'un gran desplegament de les forces de seguretat turques en les regions kurdes de Turquia. Les celebracions es va convertir en manifestacions de caràcter polític i era habitual veure banderes del partit liberal d'esquerres pro-kurd Partit Democràtic del Poble i banderes de Kurdistan. Es van fer càntics en votar en contra de del referèndum constitucional que es votaria el 16 d'abril i es van exposar els retrats del Abdullah Öcalan, el líder empresonat del Partit dels Treballadors del Kurdistan (PKK), un partit declarat com organització terrorista per Turquia.

## Fets
Inicialment es va informar que un home armat amb un ganivet volia atacar les celebracions i va ser disparat pels oficials de seguretat en l'escena. Però després de la publicació d'una imatge d'Abdurrahman Gök que mostrava el moment de l'assassinat. Kurkut estava passant per un control policial, i sense camisa. Tenia un ganivet en una mà i una ampolla d'aigua en l'altra, i en la imatge es pot veure a un oficial de policia apuntant la seva arma a Kurkut des del seu darrere. La policia va afirmar que la policia va disparar a Kurkut, creient que era un terrorista suïcida.

## Conseqüències
El 26 de març, un jutjat turc va imposar la prohibició de la difusió de l'assassinat de Kemal Kurkut. El fotògraf Abdurrahman Gök va haver de lliurar les imatges que mostraven la mort de Kemal Kurkut a l'oficina del fiscal vuit dies després que Kemal Kurkut fos assassinat. Es va citar a dos policies a l'oficina del fiscal perquè atestessin, un va ser posat en llibertat després del seu testimoniatge, mentre que l'altre va ser posat en llibertat en espera del judici i acusat de l'assassinat de Kemal Kurkut. El governador de la regió de Diyarbakir va suspendre del càrrec als dos policies. Poc després, foren readmitits, fins i tot l'acusat de l'assassinat.

### Reaccions
- El portaveu del Partit Democràtic del Poble, Osman Baydemir, va dir en un comunicat en nom del partit de que es tractava d'una execució extrajudicial i d'un assassinat.[11]
- El diputat del Partit Republicà del Poble Sezgin Tanrıkulu va portar l'assassinat de Kurkut a l'ordre del dia del Parlament turc i va preguntar al Primer Ministre Binali Yıldırım, "Per què el van matar quan podia ser capturat i inhabilitat per centenars de policies que estaven al terreny?".[12]
- El Col·legi d'Advocats de Diyarbakır va denunciar la vulneració del dret a la vida de Kurkut com a conseqüència de l'ús desproporcionat de força per part de funcionaris públics i que seguirien la investigació i van exigir la suspensió dels responsables.[13][14]

### Judici
El judici contra l'agent de policia Y.Ş va començar el 14 de desembre de 2017. Inicialment, dos policies van ser processats per assassinat de segon grau; el Y. Ş., qui apareixia en la fotografia apuntant amb una arma a Kemal Kurkut, i el O. M., a qui pertanyia a l'arma de la qual s'han rastrejat les caixes de bales. El 17 de novembre de 2020, durant la 11a audiència del judici, Y.Ş va ser absolt per no poder identificar l'arma homicida.